# Come Back to Me (canción de Janet Jackson)
«Come Back To Me», es el quinto sencillo de la cantante Janet Jackson, del álbum Janet Jackson's Rhythm Nation 1814 (1989). La canción fue escrita por Jackson, Jimmy Jam y Terry Lewis y producido por Harris y Lewis. Un remix de la canción original aparece en la primera gran recopilación de éxitos de Jackson, Design of a Decade: 1986–1996.

## Información de la canción
El sencillo contiene el lado B "The Skin Game Part. 1" y "The skin game Part. 2", que es un instrumental que aparece exclusivamente en las emisiones seleccionadas. Jackson también grabó la canción en español, titulado "Vuelve a Mi", que también aparece en las emisiones seleccionadas. En el Reino Unido, la canción fue lanzada como un doble co-lateral con "Alright".
En 2008, la canción se muestra un sample "Plies" Bust It Baby Pt. 2. "Featuring Ne-Yo. Jackson sería presentado en el remix oficial de la canción, "Bust It Baby Pt.. 3", que se filtró a la Internet.
Jackson ha realizado la canción en sus giras, incluyendo el Rhythm Nation 1814 Tour, Janet. Tour, All for You Tour y Rock Witchu Tour. No fue incluido en la gira de The Velvet Rope.
Una versión instrumental de la canción fue tocada en Dangerous World Tour de Michael Jackson, durante un intermedio entre las canciones, y puede ser escuchada en el Live in Bucharest: The Dangerous Tour DVD.

## Recepción comercial
La canción alcanzó el número dos en U.S Billboard Hot 100 (detrás de Mariah Carey "Vision of Love"), convirtiéndose en otro top cinco de Janet Jackson's Rhythm Nation 1814. Asimismo, se convirtió en el primer y hasta ahora el primero y el único hit número uno en U.S. de Adulto contemporáneo. En el plano internacional, no logró llegar a los primeros veinte y cinco en Canadá, llegó al número veinte en el UK Singles Chart, y lo hizo mal en Australia.
Dirigida por Dominic Sena, el vídeo se encuentra en París, donde trata de Jackson con el examante de abandonarla. Se recuerda en ella y los buenos momentos pasados con su examante. El protagonista masculino en el video fue René Elizondo, Jr., a quien se casaría un año después. El vídeo muestra el puente de Bir-Hakeim, la Torre Eiffel, el Grand Palais, la Gare d'Austerlitz, la zona de Campos de Marte, y la vista de Montmartre, entre otros. Aparece en la recopilación de videos de Desing of a decade 1986/1996 y fue lanzado en iTunes el 4 de mayo de 2007.

## Lista de canciones y formatos
UK double 12" promo single (USAT 681)
1. "Alright" (12" House Mix) – 7:07
2. "Alright" (Hip House Dub) – 6:40
3. "Alright" (Acappella) – 3:26
4. "Alright" (12" R&B Mix) – 7:17
5. "Alright" (House Dub) – 5:58
6. "Alright" (7" House Mix With Rap) – 5:35
7. "Alright" (7" House Mix) – 4:21
8. "Alright" (R&B Mix) – 4:34
9. I'm Beggin' You Mix – 5:33
10. The Abandoned Heart Mix – 5:19
11. LP Instrumental – 5:15
UK 12" single (USAF681)
1. The Abandoned Heart Mix – 5:19
2. "Alright" (12" R&B Mix) – 7:17
3. "Alright" (House Dub) – 5:58
UK CD single (USACD681)
1. 7" I'm Beggin' You Mix – 4:46
2. "Alright" (7" R&B Mix) – 4:34
3. "Alright" (7" House Mix With Rap) – 5:35
U.S. 12" single (SP-12345)
1. 7" I'm Beggin' You Mix – 4:46
2. I'm Beggin' You Mix – 5:33
3. LP Instrumental – 5:15
4. "The Skin Game, Part I" – 6:43
5. "The Skin Game, Part II" – 6:37
Japanese 3" CD single (PCDY-10015)
1. 7" I'm Beggin' You Mix – 4:46
2. "Vuelve a Mi" – 5:15
Japanese CD maxi single (PCCY-10131)
1. 7" I'm Beggin' You Mix – 4:46
2. I'm Beggin' You Mix – 5:33
3. "Vuelve a Mi" – 5:15
4. The Abandoned Heart Mix – 5:19
5. LP Version – 5:35
6. LP Instrumental – 5:15
7. "Vuelve a Mi" (Spanish) – 5:21
8. "The Skin Game, Part I" – 6:43
9. "The Skin Game, Part II" – 6:37

## Remixes oficiales
Album Version – 5:33
Instrumental – 5:17
7" I'm Beggin' You Mix – 4:47
12" I'm Beggin' You Mix – 5:34
The Abandoned Heart Mix – 5:18
"Come Back To Me" – 5:13
"Vuelve a Mi" (Spanish) – 5:21

## Posicionamiento en las listas
| Chart (1990–1991)                           | Peak position |
| ------------------------------------------- | ------------- |
| Australia (ARIA)                            | 79            |
| Canadá (The Record)                         | 27            |
| Europa (European Hot 100 Singles)           | 52            |
| Irlanda (IRMA)                              | 21            |
| Reino Unido (Official Charts Company)       | 20            |
| Estados Unidos (Billboard Hot 100)          | 2             |
| Estados Unidos (Adult Contemporary)         | 1             |
| Estados Unidos (Dance Singles Sales)        | 17            |
| Estados Unidos (Hot R&B/Hip-Hop Songs)      | 2             |
| US Cash Box Top 100                         | 1             |
| US Adult Contemporary (Radio & Records)     | 1             |
| US Contemporary Hit Radio (Radio & Records) | 1             |
| US Urban (Radio & Records)                  | 1             |